# Pennathur
Pennathur là một thị xã panchayat của quận Vellore thuộc bang Tamil Nadu, Ấn Độ.

## Nhân khẩu
Theo điều tra dân số năm 2001 của Ấn Độ, Pennathur có dân số 8014 người. Phái nam chiếm 49% tổng số dân và phái nữ chiếm 51%. Pennathur có tỷ lệ 68% biết đọc biết viết, cao hơn tỷ lệ trung bình toàn quốc là 59,5%: tỷ lệ cho phái nam là 76%, và tỷ lệ cho phái nữ là 60%. Tại Pennathur, 10% dân số nhỏ hơn 6 tuổi.